# Клемминг, Густав Эдуард
Гу́став Эдуа́рд Кле́мминг (швед. Gustaf Edvard Klemming; 5 сентября 1823, Стокгольм —31 августа 1893) — шведский библиофил.
Ещё будучи студентом в Упсале, принял деятельное участие в работе шведского Общества древней письменности. Известен целым рядом образцовых изданий; был лучшим знатоком шведской литературы, его недаром называли Нестором библиофилов, живым лексиконом, всегда открытым для всех, желавших у него поучиться. Королевской библиотеке, директором которой он был, он пожертвовал свою богатую коллекцию книг.